# Jorge de Eça
Jorge de Eça (? - d. 15 de Maio de 1529) foi um militar português.

## Biografia
D. Jorge de Eça era filho primogénito de D. Garcia de Eça, e de sua primeira mulher Joana Soares de Albergaria.
A 6 de Agosto de 1482 teve uma tença de 5.000 reais.
A 11 de Agosto de 1482, D. João II de Portugal doou-lhe o Paul de Muge, como seu 1.º Senhor.
A 17 de Agosto de 1489, João Rodrigues, do Conselho do Rei, mandou Jácome Dias entregar a João de Loureiro, criado de D. Jorge d'Eça, 4 quintais e 3 arrobas de biscoito para mantimento de 29 homens.
A 19 de Maio de 1496, D. Jorge de Eça, Fidalgo da Casa d'el-Rei, foi nomeado Alcaide-Mor da vila de Muja e do seu Castelo, com todas as rendas, direitos e ordenados da dita Alcaidaria-Mor, tal como o houve Afonso Pereira, que o renunciou em Pero Fernandes, que lha comprou com licença de D. João II.
A 31 de Março de 1497, a D. Jorge de Eça, Fidalgo da Casa Real, foi dada Carta de Confirmação. O beneficiado apresentou uma Carta de D. João II, cujo teor é: "D. João etc. Fazemos saber que D. Jorge de Eça tinha 35.000 reais brancos de tença em cada ano, dados por meu pai, por outros tantos que D. Garcia de Eça, seu pai, gastara no abrimento de valas e corrigimento do nosso paul de Muge. D. Jorge de Eça pediu que lhe dessemos o dito paul em sua vida e que nos queria deixar 30.000 reais dos 35.000 e lhe fizemos mercê dos 5.000. Dada em Évora a 3 de Agosto de 1485."
Na mesma data, a D. Jorge de Eça, Fidalgo da Casa Real, foi dada Carta de Confirmação. O beneficiado apresentou uma Carta de D. João II, cujo teor tal é: "D. João etc. Fazemos saber que D. Jorge de Eça, fidalgo de nossa Casa, pelos seus merecimentos recebeu o paul de Muge e terras dele, com todos os seus direitos, assim como tinha seu pai, D. Garcia de Eça, por doação feita por meu pai. Deve-nos ele deixar 30.000 reais dos 35.000 que de nós tinha de tença, seu pai, pelas despesas que o mesmo tinha feito no dito paul. Que metam logo em posse a D. Jorge de Eça, do paul, das rendas, coutadas, tributos, montadas e liberdades dele, sem qualquer tipo de embargo. Dada em Évora a 11 de Agosto de 1482."
A 26 de Junho de 1500, teve mercê do ofício de Almoxarife do Almoxarifado de Muge e parceiro dos Paços da dita vila, com 764 reais de mantimento por ano, Antão Gonçalves, criado de D. Jorge de Eça, Fidalgo da Casa Real.
A 25 de Abril de 1501, Antão Gonçalves, criado de D. Jorge de Eça, Fidalgo da casa d'el-Rei, teve mercê do ofício de Juiz das Sisas de Muge, assim e pela maneira que o fora Luís Gomes, que falecera.
A 28 de Dezembro de 1504, D. Jorge de Eça teve provisão para se levar em conta 20.000 reais que se pagaram à conta dos 10.000 reais que tinha de tença.
A 3 de Junho de 1506, D. Jorge de Eça, Fidalgo da Casa Real, teve provisão para receber 24.000 reais de graça por tença.
A 16 de Março de 1507, D. Jorge de Eça, Fidalgo da Casa Real, teve provisão para receber 13.333 reais de tença.
Entre 1508 e 1526, D. Jorge de Eça, Fidalgo da Casa Real, teve todos os anos provisão para receber 5.000 reais de sua tença, e 20.000 reais a 24 de Julho de 1527.
A 4 de Fevereiro de 1511, D. Jorge de Eça, do Conselho do Rei, teve doação da barca da passagem de Muje e de dois lezirões de Acaçarabotão e do paul da vila de Lobos.
A 15 de Maio de 1529, D. Jorge de Eça, do Conselho do Rei, teve Alvará para receber 6 moios de pão meado de sua tença.
Passou a servir na Índia em 1531. Em 1547 acompanhou D. João de Castro quando este foi em socorro de Diu. Esteve em Coromandel, como Capitão, e aí faleceu. É possível que esta carreira militar corresponda a um filho homónimo seu, igualmente Alcaide-Mor de Muge.